# Armando Veneto
Armando Veneto (Aversa, 14 novembre 1935) è un politico e avvocato italiano.

## Biografia
Calabrese di adozione, residente a Palmi, è laureato in giurisprudenza, avvocato, già presidente della Camera Penale di Palmi e poi sindaco di Palmi dal 12 giugno 1994 al 13 febbraio 2001.
Già esponente della Democrazia Cristiana, al suo scioglimento ha aderito al Partito Popolare Italiano e viene eletto deputato nel 1996, per la coalizione di centrosinistra (L'Ulivo) col sistema maggioritario nel collegio di Palmi. In tale legislatura è stato, dal 1999 al 2001, sottosegretario al Ministero delle Finanze nel governo D'Alema II e nel governo Amato II.
Nel 2001 aderisce al progetto centrista di Democrazia Europea, ricandidato alle elezioni, non viene eletto.
Nel 2004 passa ai Popolari UDEUR e viene candidato alle elezioni europee per la circoscrizione Sud, ottenendo circa 17.000 preferenze. Nel 2005 viene nominato commissario regionale dell'UDEUR in Calabria. A maggio 2006 entra a far parte del Parlamento europeo, dopo le dimissioni di Paolo Cirino Pomicino (nel frattempo eletto al Parlamento italiano). Si iscrive al gruppo del PPE-DE e fa parte della Commissione per i trasporti e il turismo e della Delegazione all'Assemblea parlamentare paritetica ACP-UE.
Nell'ottobre 2007 lascia l'UDEUR e fonda il "Movimento dei Moderati per la Democrazia e la Legalità", che in un primo momento dialoga con l'Italia dei Valori ma, in seguito, sceglie un'alternativa di centro, rifiutando l'ipotesi di confluenza nel Partito Democratico. Nel settembre 2009 aderisce all'Unione di Centro.
Veneto è stato anche presidente dell'Unione Sportiva Palmese 1912.
Dal 2016 è Presidente del Consiglio delle Camere Penali dell'Unione delle camere penali.

## Procedimenti giudiziari
Nel 2020 venne indagato con l'accusa di aver corrotto un giudice per far scarcerare tre esponenti di spicco del clan Bellocco. 
Il 25 febbraio 2022 è stato condannato per concorso esterno in associazione mafiosa e corruzione in atti giudiziari. Il giorno 1 marzo 2024 viene assolto con formula piena per non avere commesso il fatto.
Il 9 luglio 2025 la Corte di Cassazione ha dichiarato inammissibile il ricorso proposto dalla Procura Generale di Catanzaro avverso l’assoluzione pronunciata dalla Corte d’Appello di Catanzaro, confermando, quindi, in via definitiva l’assoluzione